# Бойницький замок

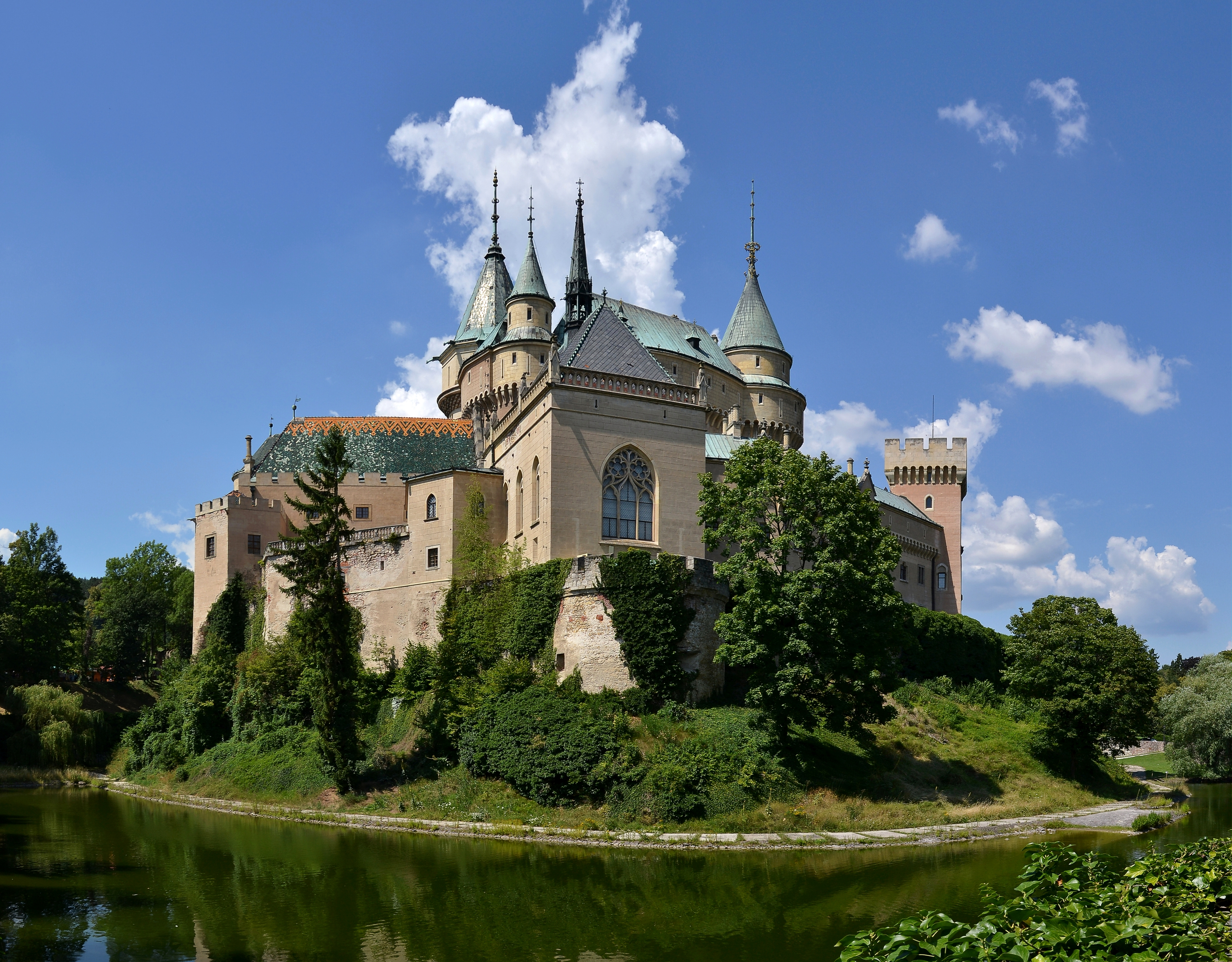
Бойницький замок

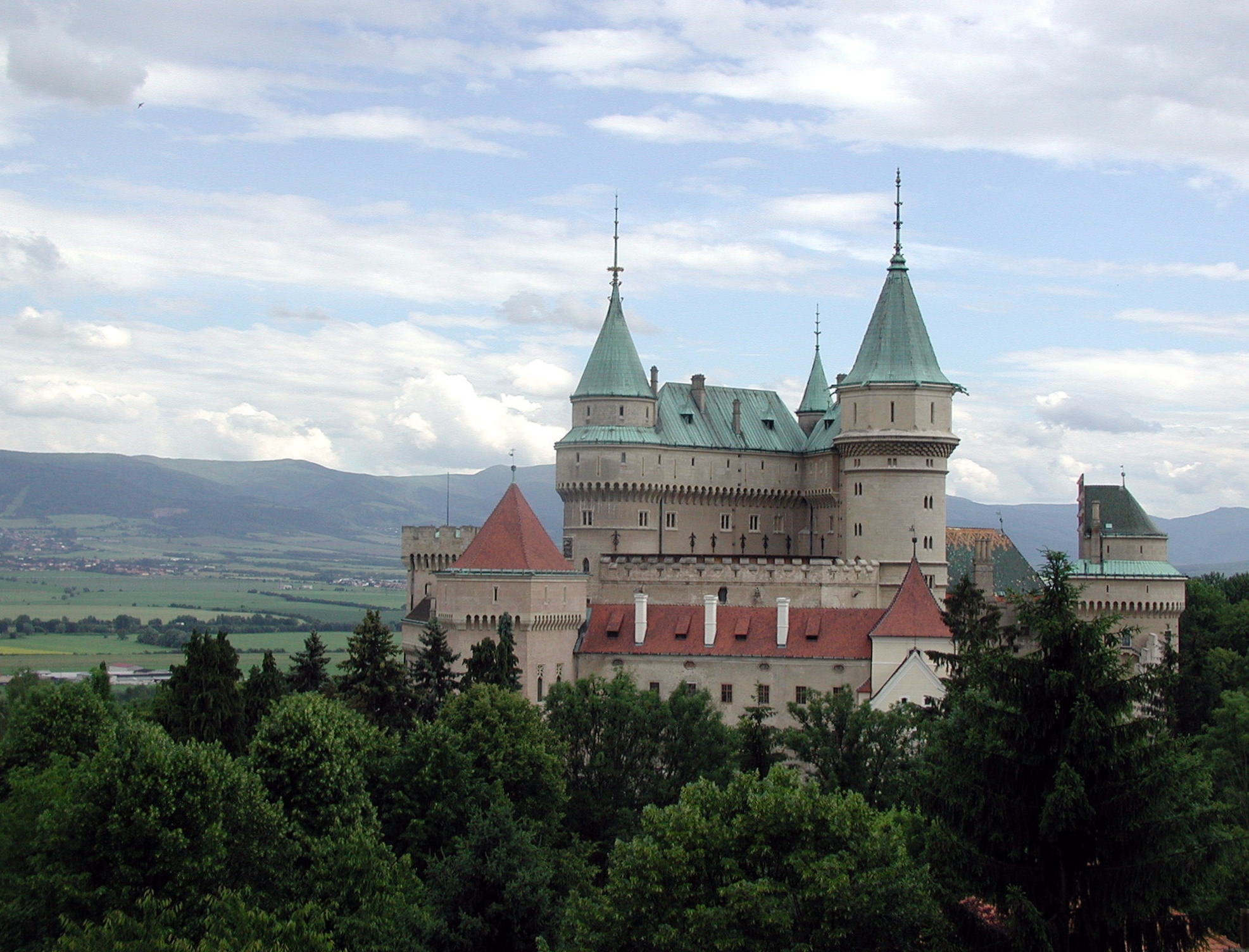
Бойницький замок (2004)

Бойницький замок (словац. Bojnický zámok, нім. Schloss Weinitz) —  замок у словацькому місті Бойниці. Сьогодні в ньому розташований один з найвідвідуваніших музеїв країни.

## Історія
Замок був вперше згаданий в 1113 році в документі абатства Зобор. Спочатку він був дерев'яним, але поступово окремі елементи були замінені кам'яними, а зовнішні стіни були пристосовані до навколишньої гористої місцевості. Першим власником став Матуш Чак, фактичний правитель всієї західної і центральної Словаччини. Замок був переданий йому в 1302 році королем Угорщини Вацлавом III. В XV столітті замок перебував у володінні короля Матяша «Корвіна» Хуньяді, який, у свою чергу, передав замок в 1489 році на короткий час своєму позашлюбному сину Яношу Корвіну.
Матьяш охоче відвідував Бойнице і видавав тут королівські укази. Зазвичай він диктував їх під своєю улюбленою липою, відомою сьогодні під назвою Липа короля Матяша. Після смерті Матяша замок перейшов у володіння роду Запольяї. Багата родина Турзій з північної частини Угорського королівства придбала замок у 1528 році і здійснила численні перебудови. Первісна фортеця була перетворена на ренесансний замок. З 1646 року замок перебував у володінні роду Палфіїв, які також стали ініціаторами якихось перетворень замку.
Нарешті, Ян Палфій піддав Бойницький замок капітальній перебудові, що тривала з 1888 до 1909 року. Виник сьогоднішній замок, що нагадує французькі замки Луари. Палфій особисто брав участь у перебудові як архітектор і графічний дизайнер. Він був одним з найбільших колекціонерів античних гобеленів, картин і скульптур свого часу.
Перебудова замку була виконана і у зв'язку з особистим життям Яна Палфія. Він закохався в француженку, дочку аристократа. Палфій зробив їй пропозицію, і вона погодилася, однак переїжджати у замок не збиралася, адже він не був схожий на її рідний дім. У підсумку замок був перебудований у французькому стилі, але перебудова тривала 21 рік. За цей час дівчина вже вийшла заміж, а Ян Палфій помер неодруженим.
Після смерті Палфія його спадкоємці у 1939 році продали замок разом з водолікарнею і навколишнею землею Яну Антоніну Баті, голові взуттєвого концерну Бата.
Після 1945 майно Баті було конфісковано чехословацькою державою, а в замку стали розташовуватися різні державні інститути. 9 травня 1950 р. у замку виникла пожежа, яка завдала великої шкоди. Уряд виділив кошти на відновлення Бойницькому замку. Після відновлення у замку розташувалася філія Словацького народного музею, спеціалізована на документації та презентації постмодерністського архітектурного стилю.
Крім цього, романтичний замок є популярним місцем для зйомки казкових фільмів, в тому числі «Печера золотої троянди». У 2006 році Бойницький замок відвідало близько 200 тисяч чоловік.

## Види замку

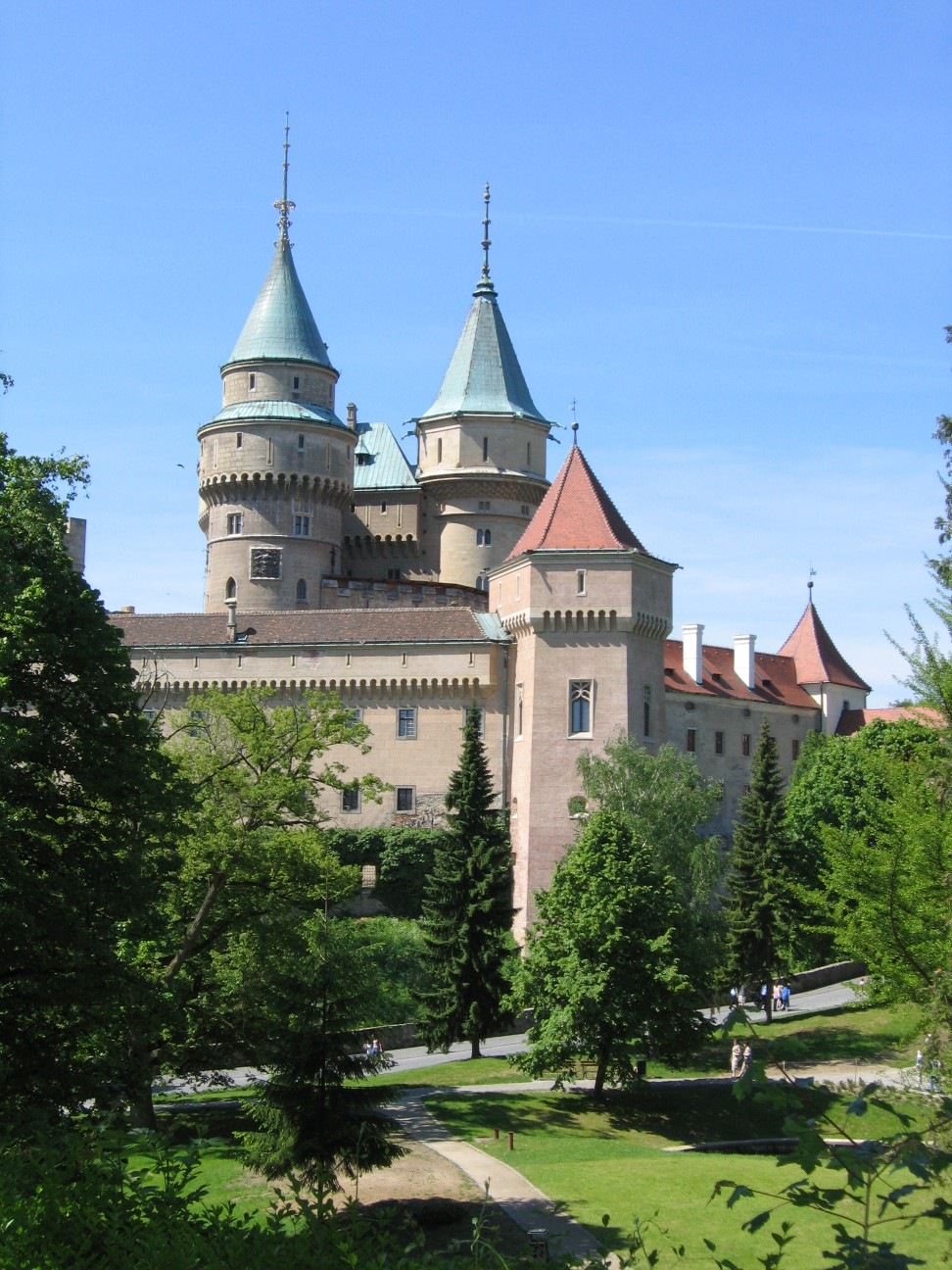
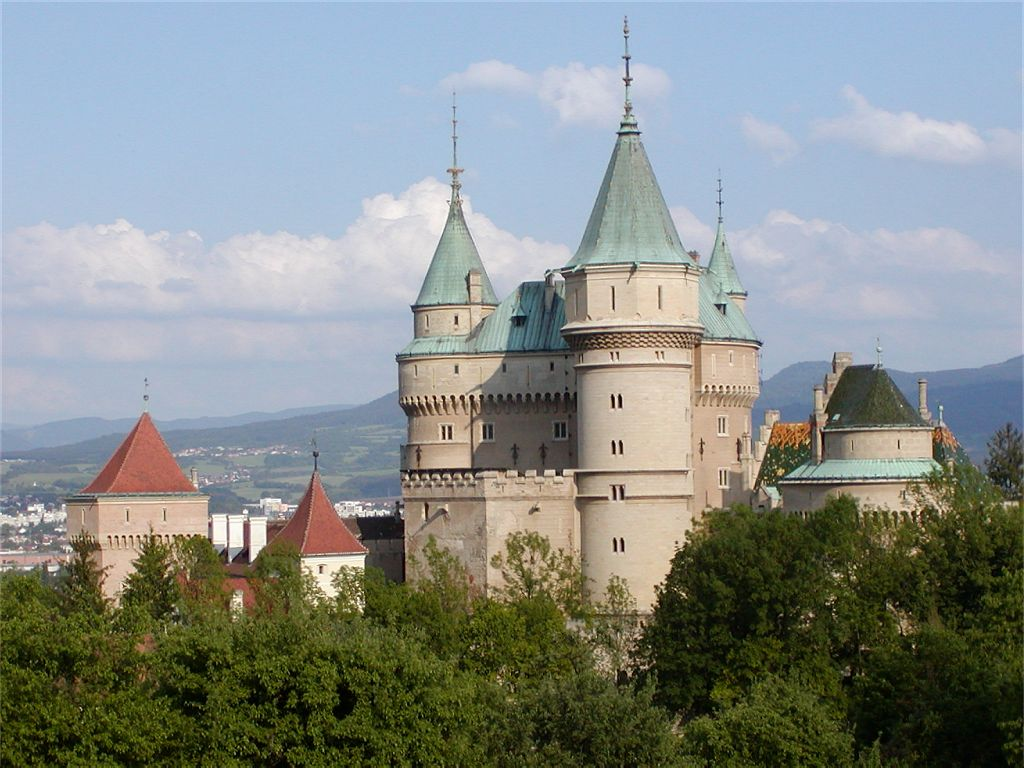
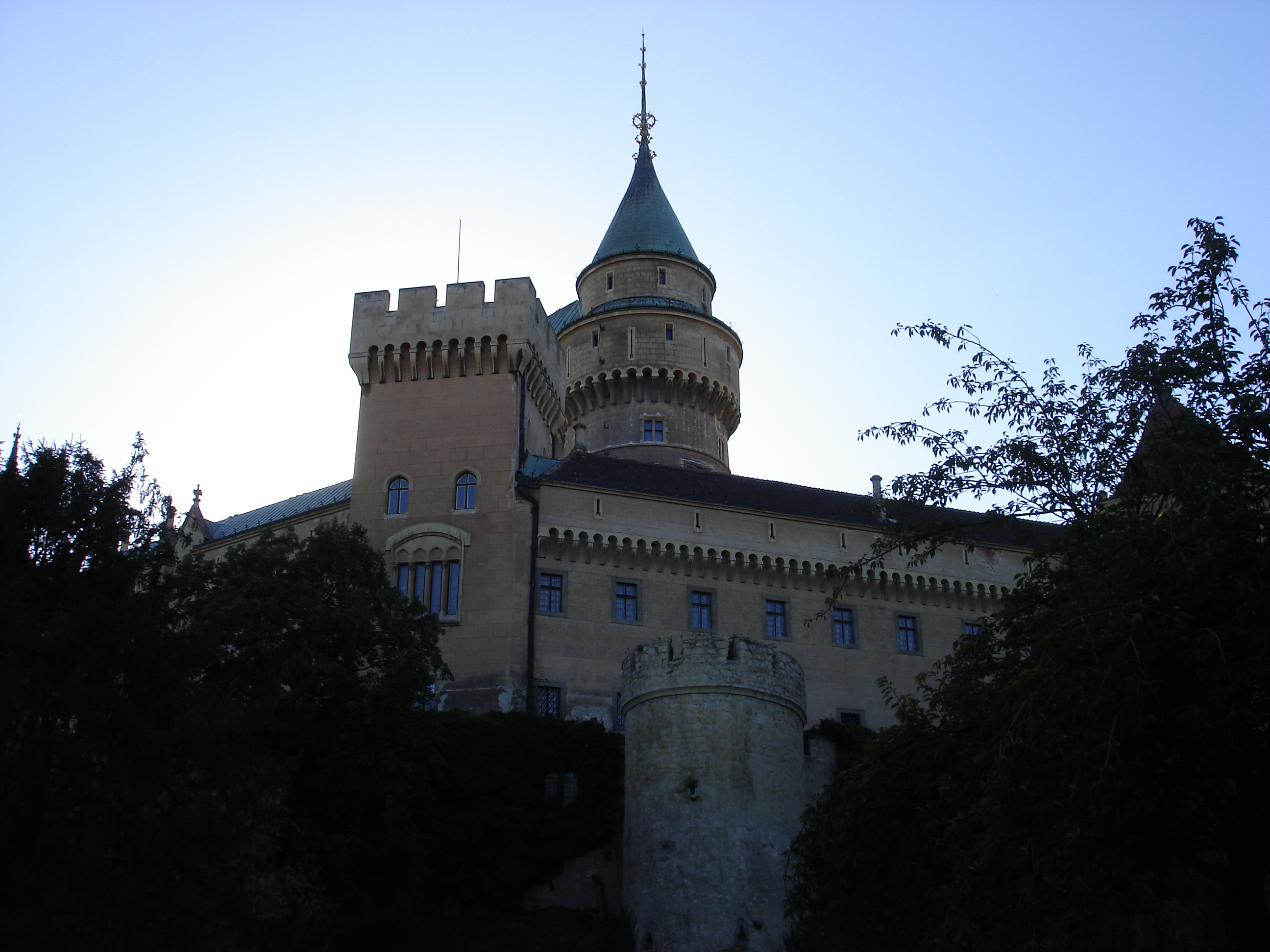
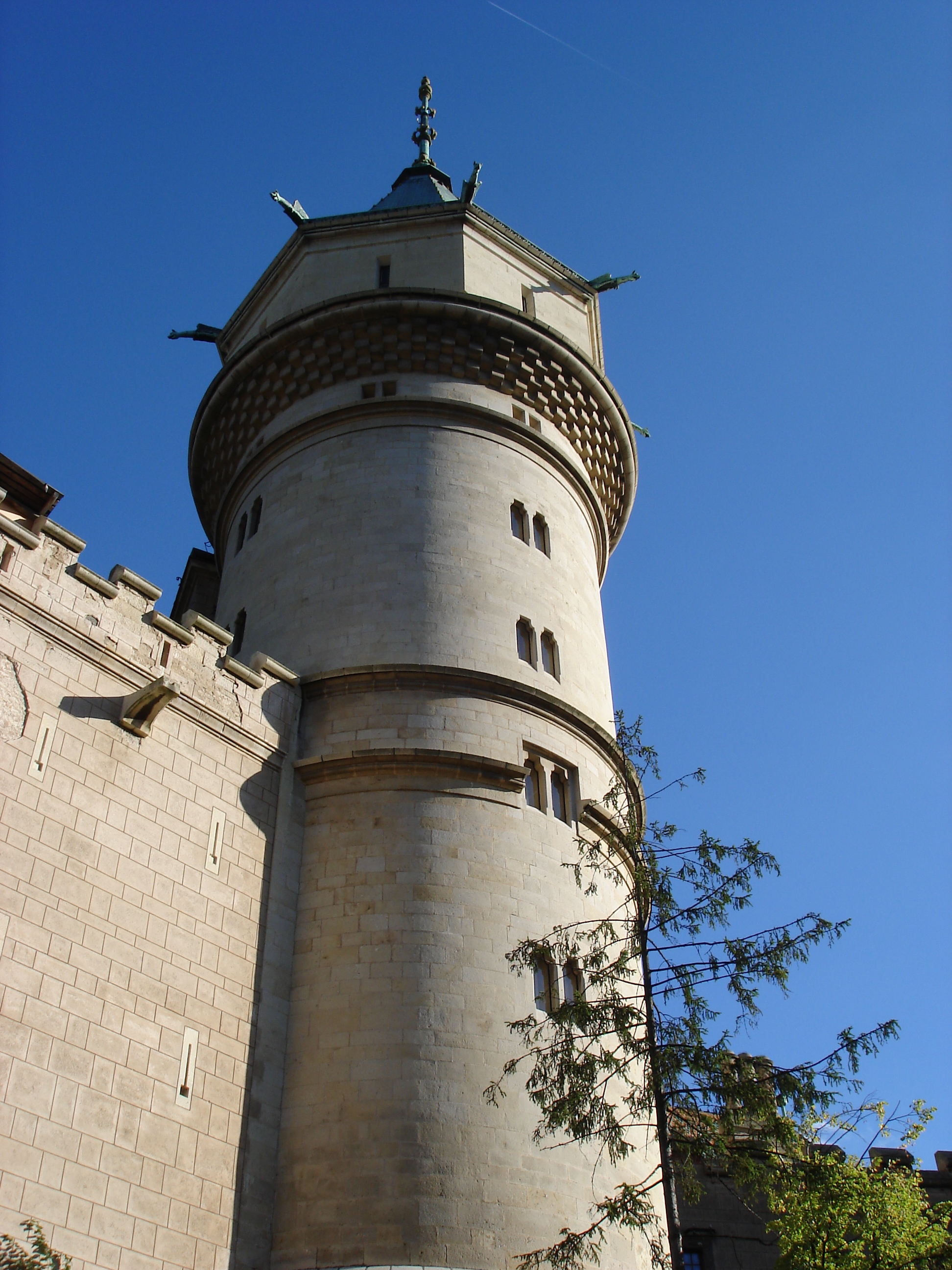
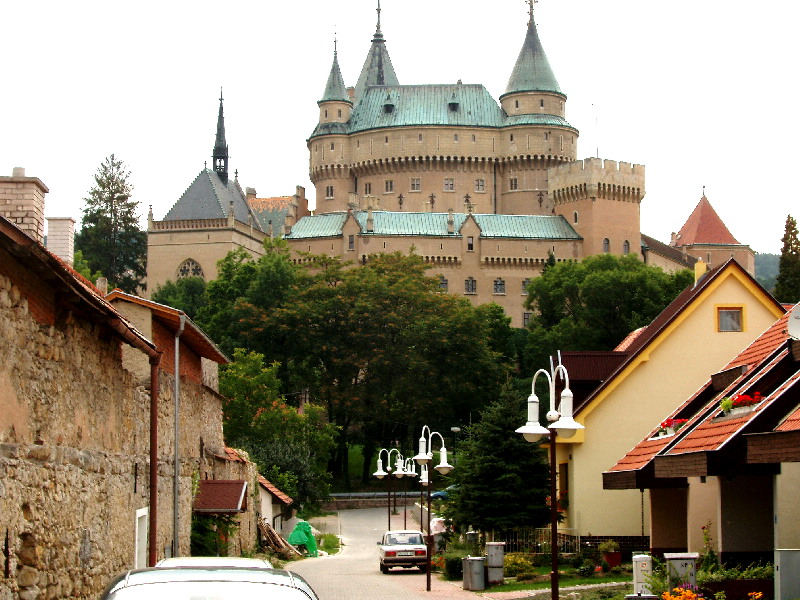